# Noordelijke Sosva
De Noordelijke Sosva (Russisch: Северная Сосьва; Severnaja Sosva) of Sosva is een rivier in de Russische oblast Tjoemen in West-Siberië. Het is een linker zijrivier van de Ob. De rivier wordt gevormd door de samenloop van de Grote en Kleine Sosva, die ontstaan op de oostelijke hellingen van de Noordelijke Oeral. De rivier stroomt over het noordwestelijke deel van het West-Siberisch Laagland door een brede moerasachtige vallei, waar het stroomgebied zich zeer ver uitspreidt (tot maximaal 40 kilometer breed) en de rivier tot een kilometer breed is. In de benedenloop stroomt de rivier de stroomvallei van de Ob binnen en stroomt parallel aan deze rivier verder. Hier stroomt de Vogoelka de rivier in, alvorens de rivier in de Ob stroomt. De belangrijkste zijrivieren zijn de Ljapin aan de linkerzijde en de Kleine Sosva aan de rechterzijde.
De rivier kent een gemengde aanvoer, die wordt overheerst door sneeuw. Van eind oktober, begin november tot eind april, mei is de rivier bevroren. Alleen de benedenloop is bevaarbaar.
In de benedenloop bevindt zich een aardgaslaag.